# Venturia canescens

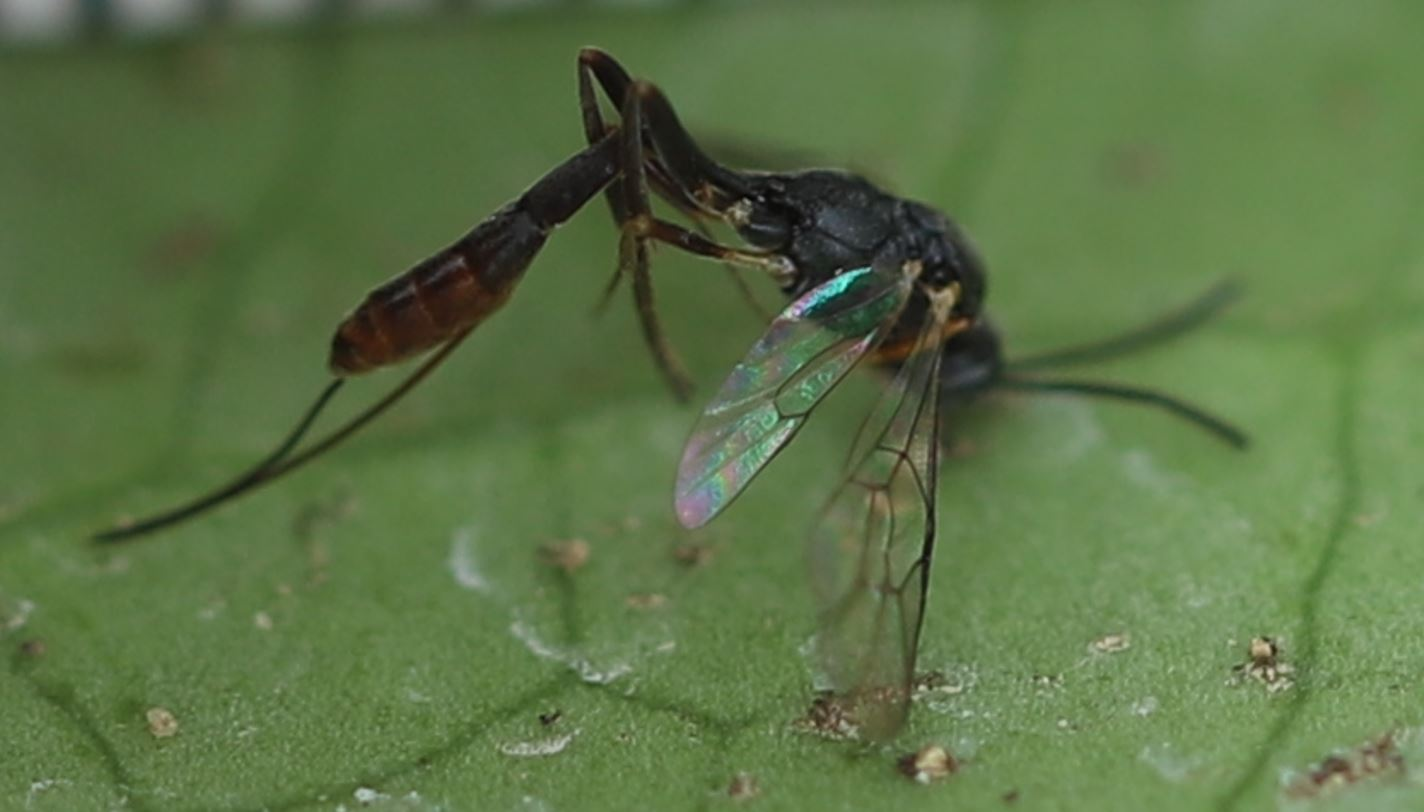
Seitenansicht

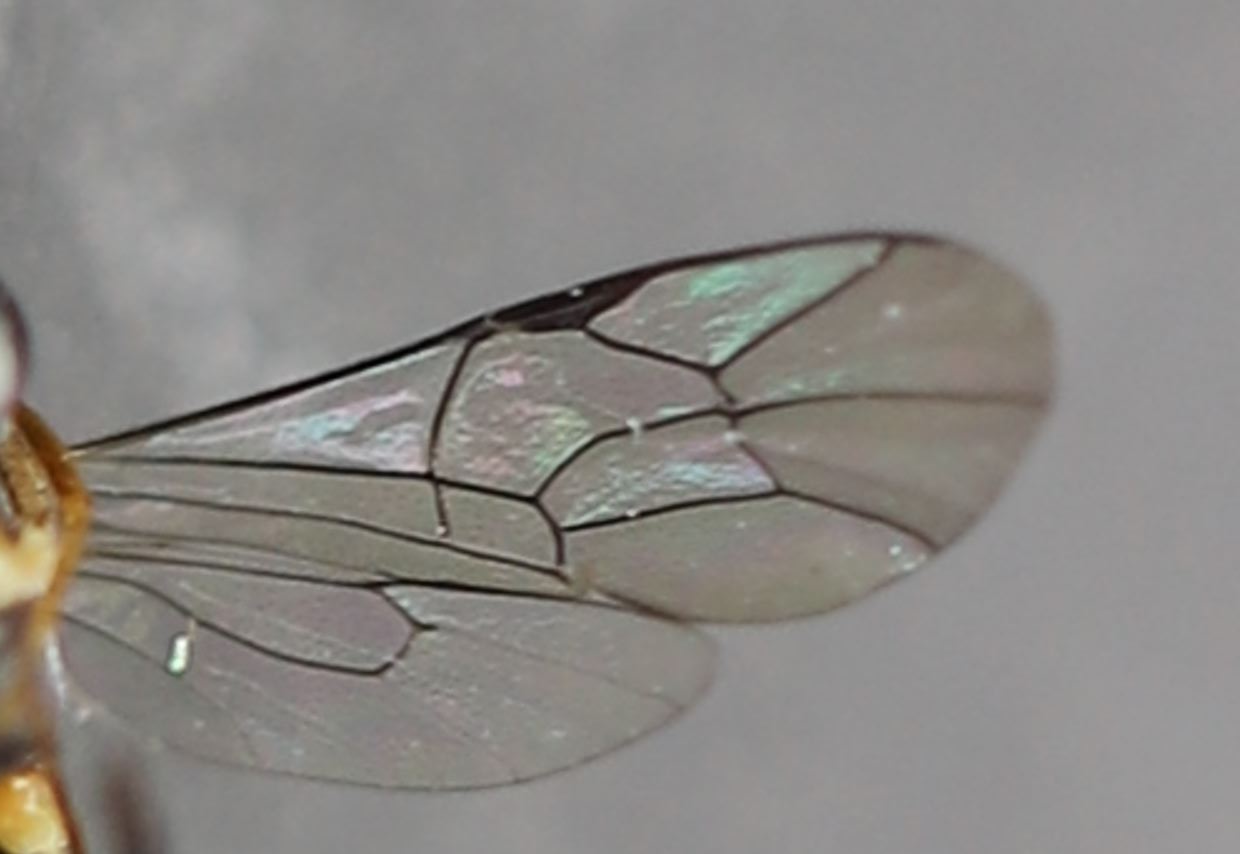
Flügel

Venturia canescens ist eine Schlupfwespe aus der Unterfamilie der Campopleginae. Die Art wurde von dem deutschen Zoologen Carl Gravenhorst im Jahr 1829 als Campoplex canescens erstbeschrieben. Das lateinische Art-Epitheton canescens bedeutet „aufhellend“ oder „weiß werdend“.

## Merkmale
Die Schlupfwespen erreichen eine Körperlänge von etwa 6 mm. Sie besitzen einen überwiegend schwarz gefärbten Körper. Die Unterseite des Scapus (basales Fühlerglied) ist gelb. Die Mandibeln und Maxillen sind ebenfalls gelb. Die Vorderbeine sind überwiegend gelb gefärbt. Bei den mittleren Beinen sind Coxae und Trochanter gelb, bei den Hinterbeinen nur der Übergang zwischen Coxa und Trochanter. Ansonsten sind die Beine gewöhnlich verdunkelt, rot oder schwärzlich gefärbt. Die hinteren Abdominalsegmente sind entweder vollständig oder zumindest auf der Ventralseite rötlich gefärbt. Die Weibchen besitzen einen mittellangen Legestachel (Ovipositor). Der Ansatz der Flügel ist gelb. Die Flügel weisen eine charakteristische dunkelbraune Aderung auf. Das dunkelbraune Pterostigma ist relativ schmal. Die Vorderflügel besitzen ein sehr kleines viereckiges Areolet.

## Verbreitung
Venturia canescens ist nahezu weltweit verbreitet.

## Lebensweise
Venturia canescens ist ein koinobionter, solitärer Endoparasitoid von Raupen verschiedener Zünsler-Arten. Zu den Wirtsarten gehören aus der Unterfamilie Phycitinae die Mehlmotte (Ephestia kuehniella), die Dörrobstmotte (Plodia interpunctella), die Dattelmotte (Ephestia cautella) und die Kakaomotte (Ephestia elutella) sowie aus der Unterfamilie der Wachsmotten (Galleriinae) die Große Wachsmotte (Galleria mellonella), die Kleine Wachsmotte (Achroia grisella) und die Reismotte (Corcyra cephalonica). Die erste Gruppe zählt zu den Vorratsschädlingen, die zweite Gruppe enthält zusätzlich Schädlinge in der Imkerei.
Die Weibchen platzieren ein Ei in die Wirtslarve. Dieses sowie das erste Schlupfwespenstadium sind offenbar mit einer speziellen Schicht überzogen, welche sie vor der Immunabwehr ihres Wirtes schützt. Zusätzlich injiziert das Weibchen Polydnaviren in den Körper der Wirtslarve, welche ebenfalls die Immunabwehr reduzieren. Die geschlüpfte Schlupfwespenlarve entwickelt sich in ihrem Wirt. Dieser lebt normal weiter, da die Schlupfwespenlarve anfangs keine lebenswichtigen Organe frisst. Die Raupe spinnt noch einen Kokon, um sich darin zu verpuppen, wird jedoch noch vor ihrer Verpuppung von ihrem Parasiten getötet. Die Schlupfwespenlarve verlässt ihren Wirt und verpuppt sich im Wirtskokon. Im Winter findet offenbar keine Diapause der Schlupfwespen statt. Das bedeutet, dass sie auch während dieser Zeit auf Wirtssuche sind. In der gemäßigten Klimazone treten offenbar (fast) ausschließlich Weibchen auf, so dass dort die Fortpflanzung parthenogenetisch geschieht. In wärmeren Gefilden, beispielsweise in Südeuropa, tritt daneben auch die sexuelle Fortpflanzung auf.

## Nützling
Aufgrund ihres Wirtsspektrums wird Venturia canescens zur biologischen Schädlingsbekämpfung eingesetzt und kommerziell vertrieben. Häufig wird die Art gemeinsam mit der Brackwespe Habrobracon hebetor und der Erzwespe Trichogramma evanescens eingesetzt. Diese haben ein ähnliches Wirtsspektrum, jedoch jeweils eine andere Art und Strategie der Parasitierung, so dass sich diese drei Parasitoide ergänzen. Typische Einsatzorte sind Bäckereien, Getreidesilos und Lagerhäuser.

## Taxonomie
In der Literatur findet man auch folgendes Synonym:
- Nemeritis canescens (Gravenhorst, 1829)